# Élections législatives de 2007 dans l'Aisne
Les élections législatives françaises de 2007 se déroulent les 10 et 17 juin 2007. Dans le département de l'Aisne, cinq députés sont à élire dans le cadre de cinq circonscriptions.

## Élus
| Circonscription                                 | Député sortant                              | Parti | Parti         | Député élu ou réélu   | Parti | Parti         |
| ----------------------------------------------- | ------------------------------------------- | ----- | ------------- | --------------------- | ----- | ------------- |
| 1re                                             | René Dosière                                |       | PS            | René Dosière          |       | Divers gauche |
| 2e                                              | Pascale Gruny suppléante de Xavier Bertrand |       | UMP           | Xavier Bertrand       |       | UMP           |
| 3e                                              | Jean-Pierre Balligand                       |       | PS            | Jean-Pierre Balligand |       | PS            |
| 4e                                              | Jacques Desallangre                         |       | Divers gauche | Jacques Desallangre   |       | Divers gauche |
| 5e                                              | Daniel Gard* suppléant de Renaud Dutreil*   |       | UMP           | Isabelle Vasseur      |       | UMP           |
| * député sortant ne se représentant pas en 2007 |                                             |       |               |                       |       |               |

## Résultats

### Analyse

Résultats électoraux de la droite parlementaire au premier tour par canton.
Résultats électoraux de la gauche parlementaire au premier tour par canton.

Les équilibres sont maintenus dans l'Aisne, où la gauche garde les trois circonscriptions qu'elle détenait. Dans la circonscription de Laon, le député socialiste sortant René Dosière, non-réinvesti par le PS, sort finalement victorieux de la "primaire" à gauche au premier tour, puis conserve son siège au second sous l'étiquette Divers gauche. À droite, le ministre du Travail Xavier Bertrand s'offre une victoire dès le premier tour dans le secteur de Saint-Quentin, tandis qu'au sud, dans le secteur de Chateau-Thierry, Isabelle Vasseur doit attendre le second tour pour succéder à Renaud Dutreil, parti se faire élire dans la Marne.

### Résultats à l'échelle du département
| Parti                                     | Parti                               | Premier tour | Premier tour | Second tour | Second tour | Sièges |
| Parti                                     | Parti                               | Voix         | %            | Voix        | %           | Sièges |
| ----------------------------------------- | ----------------------------------- | ------------ | ------------ | ----------- | ----------- | ------ |
|                                           | Parti socialiste                    | 54 352       | 24,12        | 45 854      | 25,29       | 1      |
|                                           | Divers gauche                       | 31 164       | 13,83        | 49 291      | 27,18       | 2      |
|                                           | Parti communiste français           | 5 729        | 2,54         |             |             | 0      |
|                                           | Les Verts                           | 3 580        | 1,59         | 0           |             |        |
|                                           | Mouvement républicain et citoyen    | 1 195        | 0,53         | 0           |             |        |
|                                           | Gauche parlementaire                | 96 020       | 42,61        | 95 145      | 52,47       | 3      |
|                                           |                                     |              |              |             |             |        |
|                                           | Union pour un mouvement populaire   | 85 367       | 37,88        | 86 182      | 47,53       | 2      |
|                                           | Mouvement pour la France            | 4 270        | 1,89         |             |             | 0      |
|                                           | Divers droite                       | 1 185        | 0,53         | 0           |             |        |
|                                           | Majorité présidentielle             | 90 822       | 40,30        | 86 182      | 47,53       | 2      |
|                                           |                                     |              |              |             |             |        |
|                                           | Front national                      | 15 885       | 7,05         |             |             | 0      |
|                                           | UDF–Mouvement démocrate             | 8 863        | 3,93         | 0           |             |        |
|                                           | Ligue communiste révolutionnaire    | 4 627        | 2,05         | 0           |             |        |
|                                           | Lutte ouvrière                      | 2 965        | 1,32         | 0           |             |        |
|                                           | Chasse, pêche, nature et traditions | 2 367        | 1,05         | 0           |             |        |
|                                           | Divers                              | 1 967        | 0,87         | 0           |             |        |
|                                           | Divers écologiste dont MÉI et GÉ    | 979          | 0,43         | 0           |             |        |
|                                           | Mouvement national républicain      | 510          | 0,23         | 0           |             |        |
|                                           | Extrême gauche dont POI             | 347          | 0,15         | 0           |             |        |
|                                           |                                     |              |              |             |             |        |
| Inscrits                                  | Inscrits                            | 378 584      | 100,00       | 303 835     | 100,00      | 5      |
| Abstentions                               | Abstentions                         | 149 137      | 39,39        | 116 965     | 38,5        |        |
| Votants                                   | Votants                             | 229 447      | 60,61        | 186 870     | 61,5        |        |
| Blancs et nuls                            | Blancs et nuls                      | 4 095        | 1,78         | 5 543       | 2,97        |        |
| Exprimés                                  | Exprimés                            | 225 352      | 98,22        | 181 327     | 97,03       |        |
| Source : Ministère de l'Intérieur - Aisne |                                     |              |              |             |             |        |

### Cartes

Nuance politique des candidats arrivés en tête dans chaque canton au 1er tour dans le département de l'Aisne.
Nuance politique des candidats arrivés en tête dans chaque circonscription au 1er tour dans l'Aisne avec celle des candidats se maintenant au second tour.
Nuance politique des candidats arrivés en tête dans chaque canton au 2e tour dans le département de l'Aisne.
Nuance politique des députés élus dans chaque circonscription au 2e tour dans l'Aisne.

### Résultats par circonscription

#### Première circonscription (Laon)
| Candidat       | Candidat                   | Parti          | Premier tour | Premier tour | Second tour | Second tour |  |
| Candidat       | Candidat                   | Parti          | Voix         | %            | Voix        | %           |  |
| -------------- | -------------------------- | -------------- | ------------ | ------------ | ----------- | ----------- |  |
|                | Gaëdic Blanchard-Douchain  | UMP            | 12 902       | 29,62        | 19 028      | 43,72       |  |
|                | René Dosière sortant réélu | Divers gauche  | 10 916       | 25,06        | 24 499      | 56,28       |  |
|                | Fawaz Karimet              | PS             | 8 786        | 20,17        |             |             |  |
|                | Jean-Louis Roux            | FN             | 2 476        | 5,68         |             |             |  |
|                | Éric Delhaye               | UDF–MoDem      | 1 961        | 4,50         |             |             |  |
|                | Nicolas Trévillot          | Divers droite  | 1 185        | 2,72         |             |             |  |
|                | Paul Henry Hansen-Catta    | Sans étiquette | 1 130        | 2,59         |             |             |  |
|                | Claudine Brunet            | PCF            | 918          | 2,11         |             |             |  |
|                | Marie-Claude Laffiac       | LCR            | 875          | 2,01         |             |             |  |
|                | Catherine Arribas          | Les Verts      | 814          | 1,87         |             |             |  |
|                | Sylvie Legras              | MPF            | 649          | 1,49         |             |             |  |
|                | Jean-Loup Pernelle         | LO             | 600          | 1,38         |             |             |  |
|                | Louisette Bibaut           | CPNT           | 264          | 0,61         |             |             |  |
|                | Pascal Matis               | Divers         | 83           | 0,19         |             |             |  |
|                |                            |                |              |              |             |             |  |
| Inscrits       | Inscrits                   | Inscrits       | 72 349       | 100,00       | 72 356      | 100,00      |  |
| Abstentions    | Abstentions                | Abstentions    | 27 960       | 38,65        | 27 409      | 37,88       |  |
| Votants        | Votants                    | Votants        | 44 389       | 61,35        | 44 947      | 62,12       |  |
| Blancs et nuls | Blancs et nuls             | Blancs et nuls | 830          | 1,87         | 1 420       | 3,16        |  |
| Exprimés       | Exprimés                   | Exprimés       | 43 559       | 98,13        | 43 527      | 96,84       |  |

#### Deuxième circonscription (Saint-Quentin)
|                | Xavier Bertrand sortant réélu | UMP            | 24 007 | 53,28  |  |  |  |
|                | Odette Grzegrzulka            | PS             | 10 278 | 22,81  |  |  |  |
|                | Michèle Dall'Ara              | FN             | 2 382  | 5,29   |  |  |  |
|                | Jean-Luc Tournay              | PCF            | 2 191  | 4,86   |  |  |  |
|                | Ahmed Bahaddou                | UDF–MoDem      | 1 298  | 2,88   |  |  |  |
|                | Freddy Grzeziczak             | MRC            | 1 195  | 2,65   |  |  |  |
|                | Franck Mousset                | LCR            | 847    | 1,88   |  |  |  |
|                | Alain Betems                  | CPNT           | 525    | 1,17   |  |  |  |
|                | Nora Ahmed Ali                | Les Verts      | 470    | 1,04   |  |  |  |
|                | Anne Zanditenas               | LO             | 461    | 1,02   |  |  |  |
|                | Nicole Aurigny                | POI            | 347    | 0,77   |  |  |  |
|                | Daniel Wargnier               | GÉ             | 336    | 0,75   |  |  |  |
|                | Marie-José Guillet            | MNR            | 276    | 0,61   |  |  |  |
|                | Carmel Desjoyaux              | MPF            | 261    | 0,58   |  |  |  |
|                | Bertrand Séné                 | Divers         | 184    | 0,41   |  |  |  |
|                |                               |                |        |        |  |  |  |
| Inscrits       | Inscrits                      | Inscrits       | 76 158 | 100,00 |  |  |  |
| Abstentions    | Abstentions                   | Abstentions    | 29 148 | 38,27  |  |  |  |
| Votants        | Votants                       | Votants        | 47 010 | 61,73  |  |  |  |
| Blancs et nuls | Blancs et nuls                | Blancs et nuls | 828    | 1,76   |  |  |  |
| Exprimés       | Exprimés                      | Exprimés       | 46 182 | 98,24  |  |  |  |

#### Troisième circonscription (Hirson)
| Candidat       | Candidat                            | Parti          | Premier tour | Premier tour | Second tour | Second tour |  |
| Candidat       | Candidat                            | Parti          | Voix         | %            | Voix        | %           |  |
| -------------- | ----------------------------------- | -------------- | ------------ | ------------ | ----------- | ----------- |  |
|                | Jean-Pierre Balligand sortant réélu | PS             | 18 046       | 41,16        | 24 383      | 53,31       |  |
|                | Frédéric Meura                      | UMP            | 15 889       | 36,24        | 21 354      | 46,69       |  |
|                | Nathalie Fauvergue                  | FN             | 3 278        | 7,48         |             |             |  |
|                | Ginette Devaux                      | PCF            | 1 573        | 3,79         |             |             |  |
|                | Edwin Legris                        | UDF–MoDem      | 1 499        | 3,42         |             |             |  |
|                | Dimitri Severac                     | LCR            | 947          | 2,16         |             |             |  |
|                | Valérie Delattre                    | Les Verts      | 616          | 1,41         |             |             |  |
|                | Andrée Flamengt                     | CPNT           | 507          | 1,16         |             |             |  |
|                | Marc Pailler                        | LO             | 467          | 1,07         |             |             |  |
|                | Véronique Ballot                    | MPF            | 432          | 0,99         |             |             |  |
|                | Raymonde Rémy                       | MNR            | 234          | 0,53         |             |             |  |
|                | Isabelle Maillet                    | GÉ             | 216          | 0,49         |             |             |  |
|                | Monique Choain                      | Divers         | 138          | 0,31         |             |             |  |
|                |                                     |                |              |              |             |             |  |
| Inscrits       | Inscrits                            | Inscrits       | 72 227       | 100,00       | 72 224      | 100,00      |  |
| Abstentions    | Abstentions                         | Abstentions    | 27 487       | 38,06        | 25 232      | 34,94       |  |
| Votants        | Votants                             | Votants        | 44 740       | 61,94        | 46 992      | 65,06       |  |
| Blancs et nuls | Blancs et nuls                      | Blancs et nuls | 898          | 2,01         | 1 255       | 2,67        |  |
| Exprimés       | Exprimés                            | Exprimés       | 43 842       | 97,99        | 45 737      | 97,33       |  |

#### Quatrième circonscription (Soissons)
| Candidat       | Candidat                          | Parti          | Premier tour | Premier tour | Second tour | Second tour |  |
| Candidat       | Candidat                          | Parti          | Voix         | %            | Voix        | %           |  |
| -------------- | --------------------------------- | -------------- | ------------ | ------------ | ----------- | ----------- |  |
|                | Brigitte Thuin-Macherez           | UMP            | 14 481       | 32,12        | 20 633      | 45,42       |  |
|                | Jacques Desallangre sortant réélu | Divers gauche  | 11 802       | 26,17        | 24 792      | 54,58       |  |
|                | Claire Le Flecher                 | PS             | 7 322        | 16,24        |             |             |  |
|                | Wallerand de Saint Just           | FN             | 3 726        | 8,26         |             |             |  |
|                | Isabelle Letrillart               | MPF            | 2 303        | 5,11         |             |             |  |
|                | Yannick Sable                     | UDF–MoDem      | 1 949        | 4,32         |             |             |  |
|                | Dominique Natanson                | LCR            | 1 009        | 2,24         |             |             |  |
|                | Vincent Bocquet                   | Les Verts      | 869          | 1,93         |             |             |  |
|                | Laetitia Voisin                   | LO             | 657          | 1,46         |             |             |  |
|                | Henri Lienaux                     | CPNT           | 569          | 1,26         |             |             |  |
|                | Philippe Enguehard                | Divers         | 380          | 0,84         |             |             |  |
|                | Houssens Besbas                   | Divers         | 22           | 0,05         |             |             |  |
|                |                                   |                |              |              |             |             |  |
| Inscrits       | Inscrits                          | Inscrits       | 79 255       | 100,00       | 79 252      | 100,00      |  |
| Abstentions    | Abstentions                       | Abstentions    | 33 426       | 42,18        | 32 683      | 41,24       |  |
| Votants        | Votants                           | Votants        | 45 829       | 57,82        | 46 569      | 58,76       |  |
| Blancs et nuls | Blancs et nuls                    | Blancs et nuls | 740          | 1,61         | 1 144       | 2,46        |  |
| Exprimés       | Exprimés                          | Exprimés       | 45 089       | 98,39        | 45 425      | 97,54       |  |

#### Cinquième circonscription (Château-Thierry)
| Candidat       | Candidat               | Parti          | Premier tour | Premier tour | Second tour | Second tour |  |
| Candidat       | Candidat               | Parti          | Voix         | %            | Voix        | %           |  |
| -------------- | ---------------------- | -------------- | ------------ | ------------ | ----------- | ----------- |  |
|                | Isabelle Vasseur élue  | UMP            | 18 088       | 37,84        | 25 167      | 53,96       |  |
|                | Dominique Jourdain     | PS             | 9 920        | 20,75        | 21 471      | 46,04       |  |
|                | Jacques Krabal         | Divers gauche  | 8 446        | 17,67        |             |             |  |
|                | Franck Briffaut        | FN             | 4 023        | 8,42         |             |             |  |
|                | Renaud Belliere        | UDF–MoDem      | 2 156        | 4,51         |             |             |  |
|                | Jean-Luc Allioux       | PCF            | 1 047        | 2,19         |             |             |  |
|                | Brigitte Fourquet      | LCR            | 949          | 1,99         |             |             |  |
|                | Marie-Thérèse Chambaud | Les Verts      | 811          | 1,70         |             |             |  |
|                | Sylvie Geret           | LO             | 780          | 1,63         |             |             |  |
|                | Olivier Papritz        | MPF            | 625          | 1,31         |             |             |  |
|                | Annick Deryckere       | CPNT           | 502          | 1,05         |             |             |  |
|                | Marc-Hervé Rey         | MÉI            | 427          | 0,89         |             |             |  |
|                | Jean-Dominique Basso   | Divers         | 30           | 0,06         |             |             |  |
|                |                        |                |              |              |             |             |  |
| Inscrits       | Inscrits               | Inscrits       | 80 005       | 100,00       | 80 003      | 100,00      |  |
| Abstentions    | Abstentions            | Abstentions    | 31 421       | 39,27        | 31 641      | 39,55       |  |
| Votants        | Votants                | Votants        | 48 584       | 60,73        | 48 362      | 60,45       |  |
| Blancs et nuls | Blancs et nuls         | Blancs et nuls | 780          | 1,61         | 1 724       | 3,56        |  |
| Exprimés       | Exprimés               | Exprimés       | 47 804       | 98,39        | 46 638      | 96,44       |  |

## Rappel des résultats départementaux des élections de 2002

### Élus en 2002
| Circ.            | Élu(e) | Élu(e) | Élu(e)                 | Élu(e)               | Élu(e)               | Battu(e) (seconde place) | Battu(e) (seconde place) | Battu(e) (seconde place) | Battu(e) (seconde place) | Battu(e) (seconde place) |
| Circ.            | Parti  | Parti  | Nom                    | % suffrages exprimés | % suffrages exprimés | Parti                    | Parti                    | Nom                      | % suffrages exprimés     | % suffrages exprimés     |
| Circ.            | Parti  | Parti  | Nom                    | 1er tour             | 2e tour              | Parti                    | Parti                    | Nom                      | 1er tour                 | 2e tour                  |
| ---------------- | ------ | ------ | ---------------------- | -------------------- | -------------------- | ------------------------ | ------------------------ | ------------------------ | ------------------------ | ------------------------ |
| 1re              |        | PS     | René Dosière*          | 32,72 %              | 54,39 %              |                          | DVD                      | Jean-Claude Lamant       | 19,82 %                  | 45,61 %                  |
| 2e               |        | UMP    | Xavier Bertrand        | 43,13 %              | 56,96 %              |                          | PS                       | Odette Grzegrzulka*      | 26,91 %                  | 43,04 %                  |
| 3e               |        | PS     | Jean-Pierre Balligand* | 45,54 %              | 60,56 %              |                          | UMP                      | Annick Garin             | 26,15 %                  | 39,44 %                  |
| 4e               |        | DVG    | Jacques Desallangre*   | 27,96 %              | 54,63 %              |                          | UMP                      | Edith Errasti            | 22,54 %                  | 45,37 %                  |
| 5e               |        | UMP    | Renaud Dutreil*        | 46,33 %              | 73,39 %              |                          | FN                       | Franck Briffaut          | 17,98 %                  | 26,61 %                  |
| * député sortant |        |        |                        |                      |                      |                          |                          |                          |                          |                          |